# Lough Derg (Shannon)
Der Lough Derg (irisch Loch Deirgeirt) ist ein Binnensee im mittleren Westen der irischen Insel. Nach dem Lough Neagh (in Nordirland) und dem Lough Corrib (im County Galway) ist er der drittgrößte See Irlands.

## Beschreibung
Lough Derg ist neben dem Lough Allen und dem Lough Ree einer der drei Seen, zu denen sich der Shannon in seinem Lauf weitet. Der Lough Derg liegt im Unterlauf des Shannon, südöstlich der Slieve–Aughty Mountains und grenzt an die Countys Galway, Clare und Tipperary.
Seine maximale Nord-Süd-Ausdehnung beträgt zwischen den Orten Portumna im Norden und Killaloe im Süden 35 km. Die größte Breite von 13 km misst der Lough mit seinen südlichen Ausläufern im Abschnitt der Scariff–Youghal–Bay. Die durchschnittliche Breite ist jedoch kleiner als 5 km. Die tiefste Stelle ist bei Parkers Point; dort fällt ein kleiner Graben bis auf 36 m ab. Im Norden des Sees befinden sich ausgedehnte Flachwasserbereiche. In den mit Schilf bewachsenen Buchten hat er eine durchschnittliche Wassertiefe von 4 m.
Der Zufluss des Shannon befindet sich bei Portumna, der Abfluss ist bei Killaloe. Am Ostufer, in der Nähe des Dorfes Dromineer, mündet der River Nenagh in den See.
Es gibt eine Reihe unbewohnter Inseln im See. Die mit 0,61 km² größte Insel heißt Illaunmore. Die bekannteste ist Holy Island, irisch Inis Cealtra; auf ihr stehen die Ruinen einer Abtei, aus dem 7. Jahrhundert, ein Bullaun und ein Rundturm.
Ein See gleichen Namens befindet sich im County Donegal nahe der Grenze zu Nordirland. 

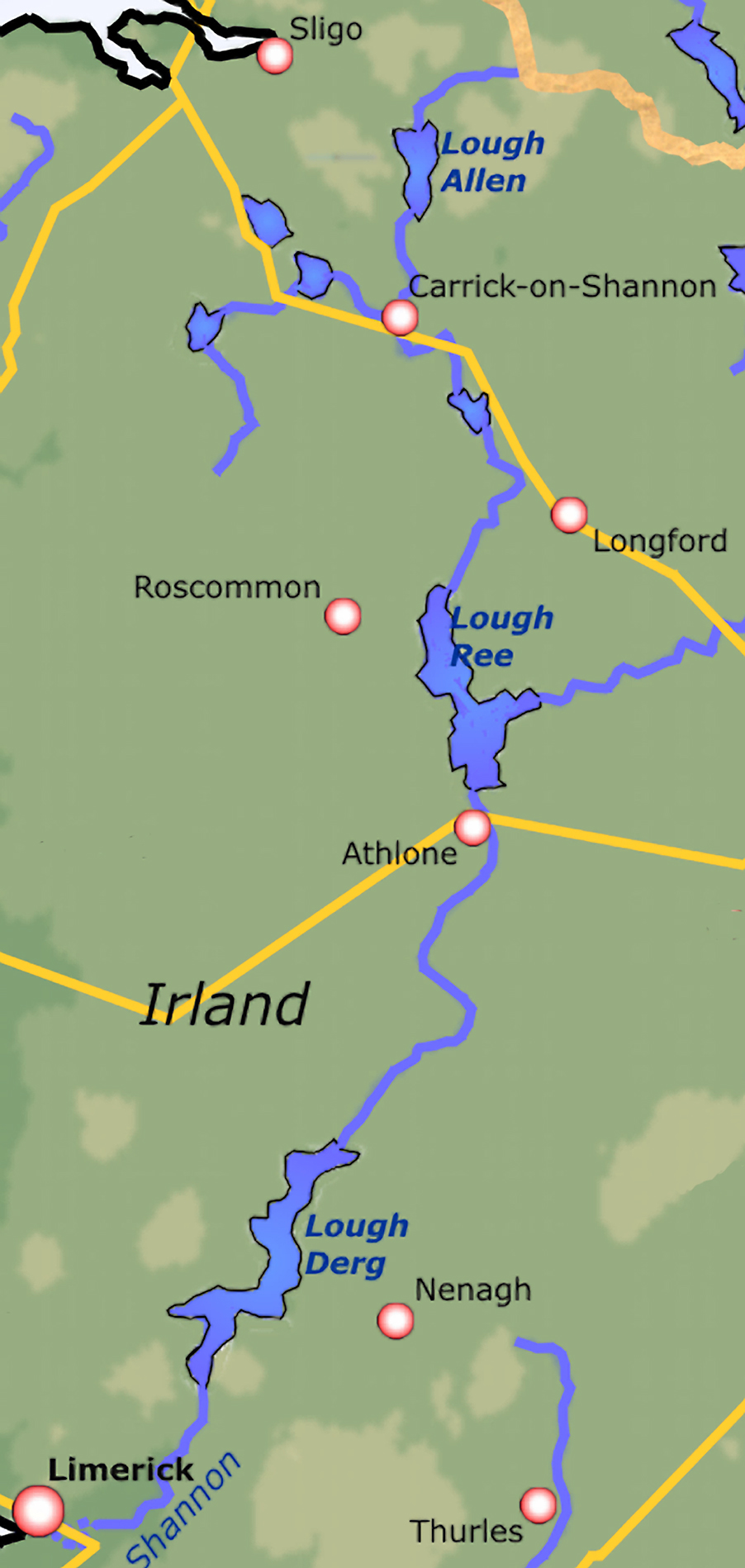
Lage der drei großen Shannonseen
Karte Lough Derg